# Tereza Vaculíková
Tereza Vaculíková (* 30. Oktober 1992 in Brünn) ist eine ehemalige tschechische Freestyle-Skierin. Sie war auf die Disziplinen Moguls und Dual Moguls (Buckelpiste) spezialisiert.

## Werdegang
Vaculíková, die für den Dukla Liberec startete, nahm im Februar 2009 in Åre erstmals am Freestyle-Skiing-Weltcup teil, wobei sie den 28. Platz im Moguls und den 19. Rang im Dual Moguls errang. Im folgenden Jahr kam sie bei den Olympischen Winterspielen in Vancouver auf den 27. Platz im Moguls. In der Saison 2010/11 erreichte sie in Åre mit dem siebten Platz im Dual Moguls ihre einzige Top-Zehn-Platzierung im Weltcup und zum Saisonende mit dem 20. Platz im Moguls-Weltcup ihr bestes Gesamtergebnis. Beim Saisonhöhepunkt, den Weltmeisterschaften 2011 in Deer Valley, belegte sie den 17. Platz im Dual Moguls und den 11. Rang im Moguls. Zudem gewann sie bei den Juniorenweltmeisterschaften 2011 in Jyväskylä die Bronzemedaille im Moguls und errang im Dual Moguls den vierten Platz. Bei den Weltmeisterschaften 2013 in Voss kam sie auf den 25. Platz im Dual Moguls sowie auf den 24. Rang im Moguls und bei den Olympischen Winterspielen 2014 in Sotschi den 27. Platz im Moguls. Ihren 35. und damit letzten Weltcup absolvierte sie im Januar 2014 in Val St. Come, welchen sie auf dem 27. Platz im Moguls beendete.
Ihr Bruder Lukáš Vaculík war ebenfalls als Freestyle-Skier aktiv.

## Erfolge

### Olympische Spiele
- 2010 Vancouver: 27. Platz Moguls
- 2014 Sotschi: 27. Platz Moguls

### Weltmeisterschaften
- 2011 Deer Valley: 11. Platz Moguls, 17. Platz Dual Moguls
- 2013 Voss: 24. Platz Moguls, 25. Platz Dual Moguls

### Weltcupwertungen
| Saison  | Gesamt | Gesamt | Moguls | Moguls |
| Saison  | Platz  | Punkte | Platz  | Punkte |
| ------- | ------ | ------ | ------ | ------ |
| 2008/09 | 131.   | 2      | 37.    | 21     |
| 2009/10 | -      | -      | 53.    | 4      |
| 2010/11 | 65.    | 11     | 20.    | 125    |
| 2012/13 | 151.   | 4      | 27.    | 54     |
| 2013/14 | 212.   | 1      | 48.    | 14     |

### Weitere Erfolge
- Juniorenweltmeisterschaften 2011: 3. Platz Moguls, 4. Platz Dual Moguls